# فارس (ناطع)

تعديل مصدري - تعديل

فارس هي إحدى قرى عزلة وحلان بمديرية ناطع التابعة لمحافظة البيضاء، بلغ تعداد سكانها 75 نسمة حسب تعداد اليمن لعام 2004.